# Sammetsasit
Sammetsasit (Philepitta castanea) är en fågel i familjen asiter inom ordningen tättingar.

## Utseende och läte
Sammetsasiten är en mörk knubbig fågel. Hanen är helsvart med grön bar hud på huvudet i häckningsdräkt, svart med gula fjäll utanför häckningstid. Honan är olivgrön på ryggen och fjällig undertill. Det ljusa lätet har liknats vid ljudet av en torr gren mot en fönsterruta.

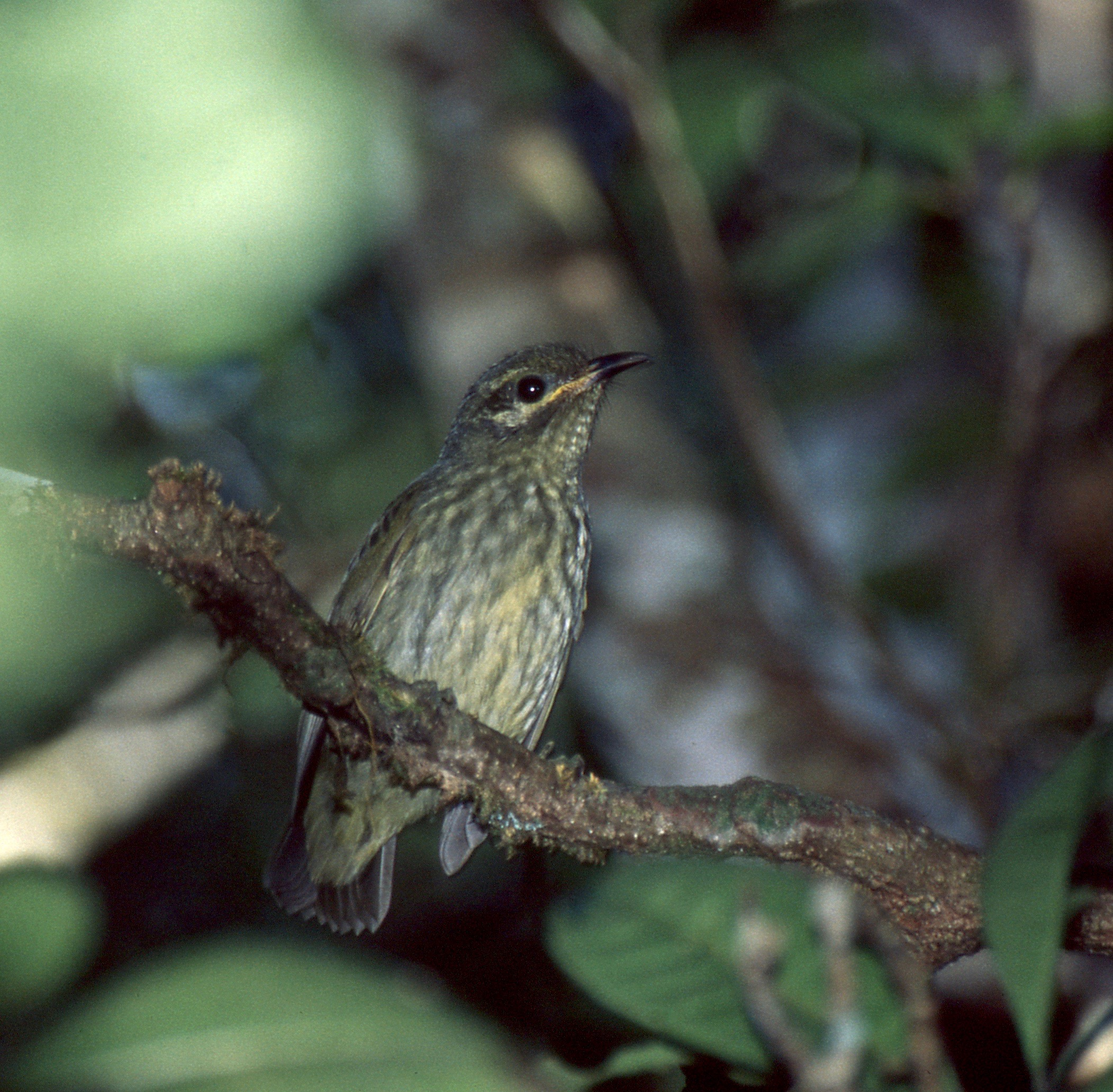
Hona sammetsasit.

## Utbredning och systematik
Fågeln förekommer i fuktiga bergssluttningar på östra Madagaskar. Den behandlas som monotypisk, det vill säga att den inte delas in i några underarter.

### Familjetillhörighet
Tidigare bedömdes asiterna som närbesläktade med juveltrastarna (Pittidae) och placeras traditionellt i den egna familjen Philepittidae. En studie från 1993 visade att de istället är besläktade med brednäbbarna i Eurylaimidae och bäst borde beskrivas som en underfamilj inom denna grupp. Bland annat är morfologin på syrinx hos asiterna och albertinebrednäbben (Pseudocalyptomena graueri) mycket lika. Idag delas istället familjen brednäbbar upp i två, praktbrednäbbar (Eurylaimidae) och grönbrednäbbar (Calyptomenidae), vilket resulterar att asitierna fortsatt kan behandlas som en egen familj.

## Levnadssätt
Sammetsasiten hittas i regnskog i lågland och lägre bergstrakter. Där kan den ses sitta orörlig under långa perioden. Flykten är svag när den väl tar till vingarna. Fågeln påträffas vanligen enstaka eller i par, ofta vid fruktbärande träd.

## Status och hot
Arten har ett stort utbredningsområde, men tros minska i antal, dock inte tillräckligt kraftigt för att den ska betraktas som hotad. Internationella naturvårdsunionen IUCN listar arten som livskraftig (LC).

## Bilder

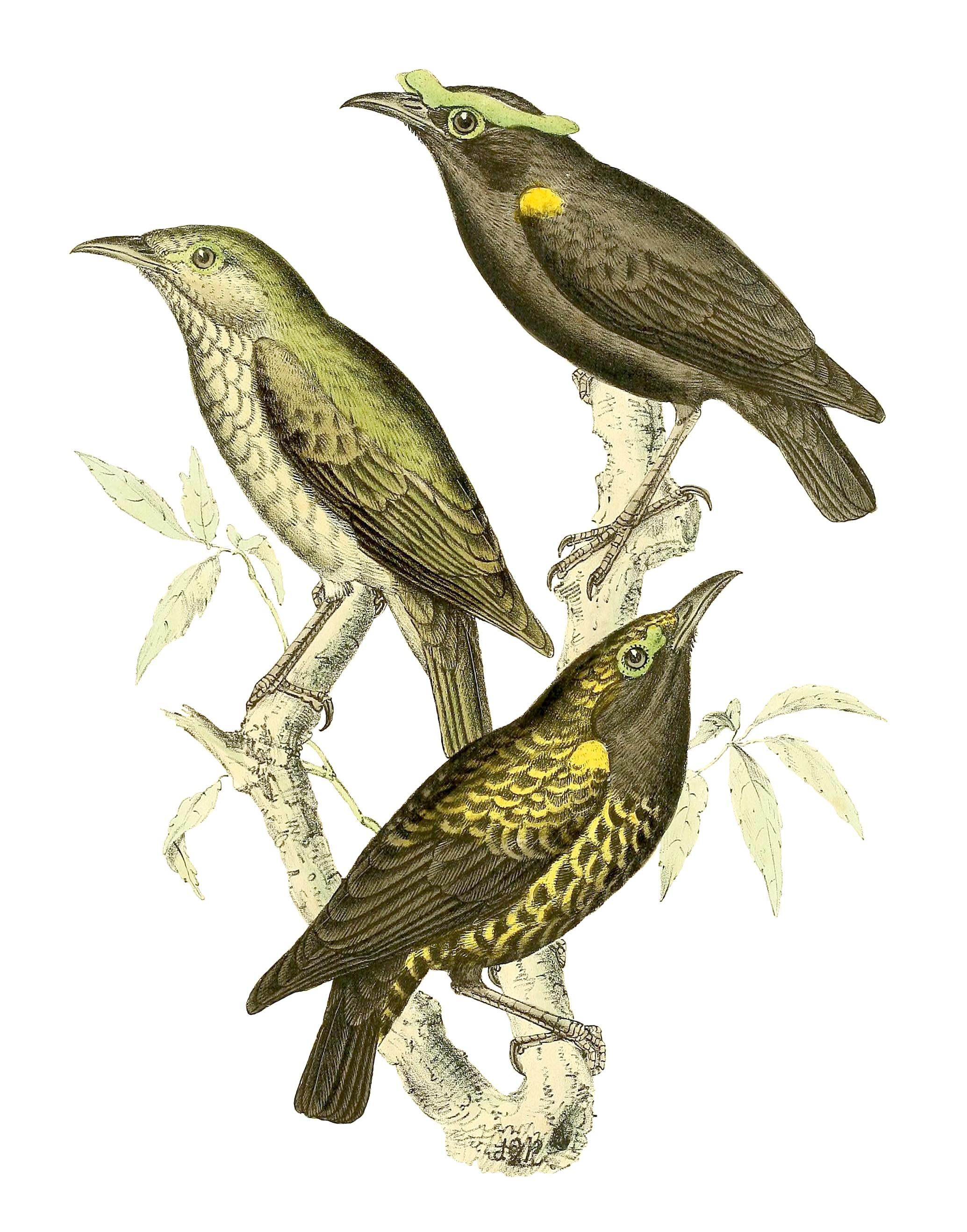
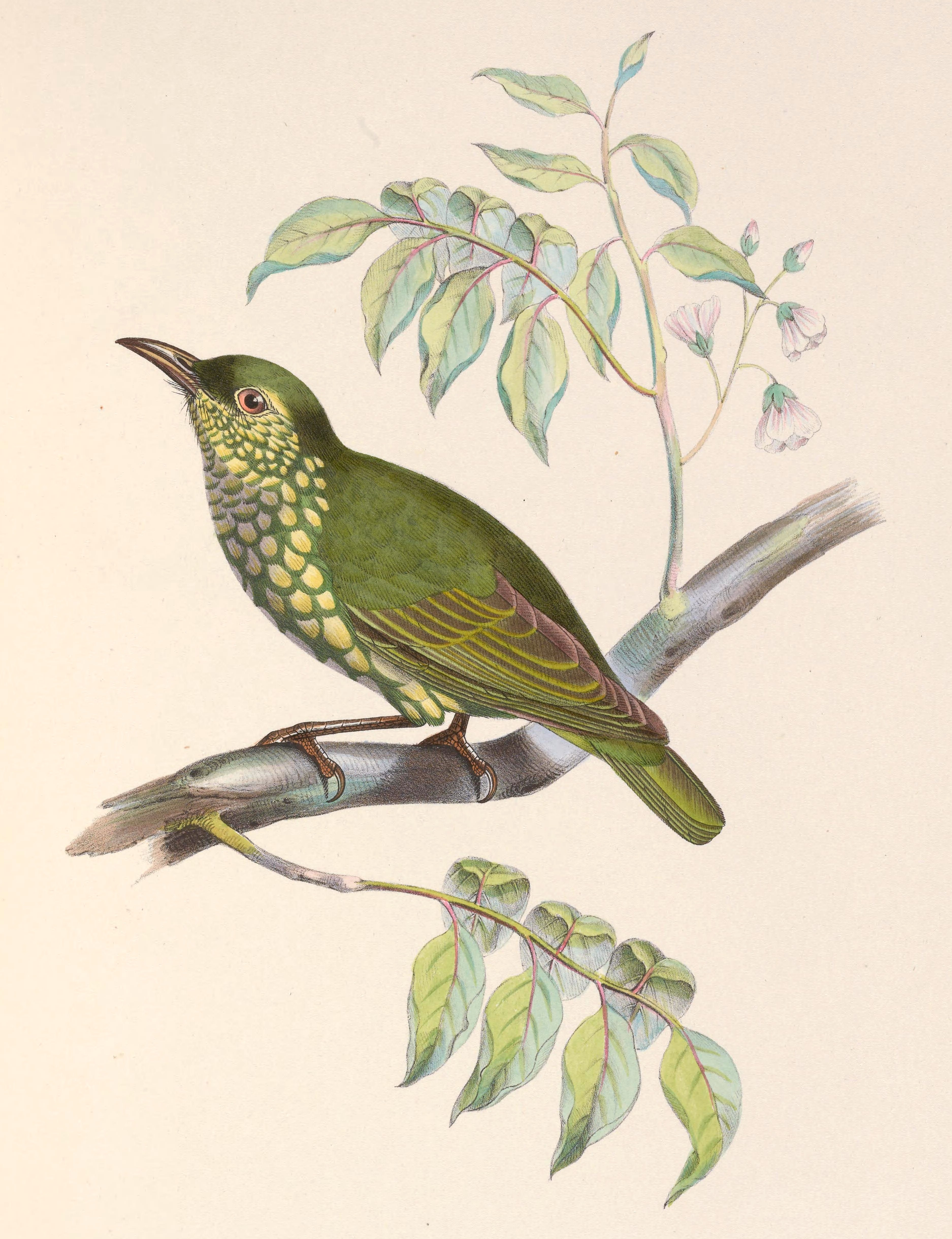